# The Wreckers
The Wreckers är en låt av den kanadensiska progressiv rock bandet Rush. Den var släppt som den åttonde låten på albumet Clockwork Angels släppt 8 juni 2012. Låten släpptes senare som en singel den 25 juli 2012.
Rush spelade "The Wreckers" live 81 gånger.